# Зимовий чемпіонат СРСР з метань 1982

## Медалісти

### Чоловіки
| Дисципліна     | Золото                     | Золото | Срібло                  | Срібло | Бронза                            | Бронза |
| -------------- | -------------------------- | ------ | ----------------------- | ------ | --------------------------------- | ------ |
| Метання диска  | Георгій Колноотченко РРФСР | 64,68  | Дмитро Ковцун УРСР Київ | 62,58  | Ігор Дугинець УРСР Одеська обл.   | 62,44  |
| Метання молота | Юрій Сєдих УРСР Київ       | 77,32  | Ігор Нікулін Ленінград  | 76,44  | Сергій Литвинов РРФСР             | 75,28  |
| Метання списа  | Хейно Пуусте Естонська РСР | 85,82  | Олександр Макаров РРФСР | 80,50  | Василь Єршов УРСР Запорізька обл. | 79,72  |

### Жінки
| Дисципліна    | Золото                       | Золото | Срібло              | Срібло | Бронза                          | Бронза |
| ------------- | ---------------------------- | ------ | ------------------- | ------ | ------------------------------- | ------ |
| Метання диска | Галина Савінкова РРФСР       | 65,44  | Любов Уракова РРФСР | 62,24  | Галина Мурашова Литовська РСР   | 61,60  |
| Метання списа | Галина Кондрина Узбецька РСР | 61,44  | Галина Ісаєва РРФСР | 57,20  | Сандра Лейшкалне Латвійська РСР | 56,40  |

## Медальний залік
| Команда        |   |   |   | Загалом |
| -------------- | - | - | - | ------- |
| РРФСР          | 2 | 3 | 1 | 6       |
| УРСР           | 1 | 1 | 2 | 4       |
| Естонська РСР  | 1 | 0 | 0 | 1       |
| Узбецька РСР   | 1 | 0 | 0 | 1       |
| Ленінград      | 0 | 1 | 0 | 1       |
| Латвійська РСР | 0 | 0 | 1 | 1       |
| Литовська РСР  | 0 | 0 | 1 | 1       |